# Rhodopina modica
Rhodopina modica är en skalbaggsart som beskrevs av Komiya 1984. Rhodopina modica ingår i släktet Rhodopina och familjen långhorningar. Inga underarter finns listade i Catalogue of Life.